# Lilla Skråketjärnet
Lilla Skråketjärnet är en sjö i Färgelanda kommun i Dalsland och ingår i Örekilsälvens huvudavrinningsområde.